# Wegekreuz Nordstraße

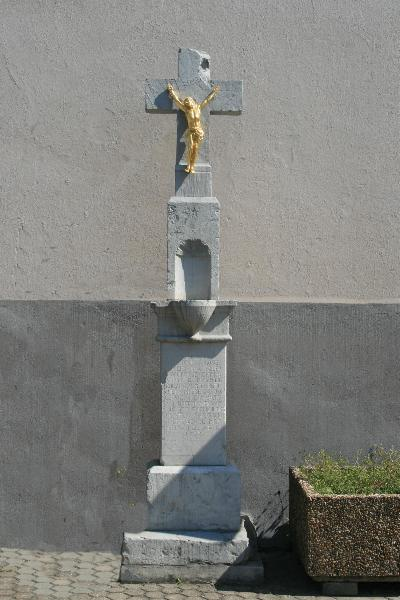

Das Wegekreuz Nordstraße steht im Dürener Stadtteil Birkesdorf an der Ecke Nordstraße/Pfarrer-Rody-Straße.
Das Wegekreuz wurde nach einer inschriftlichen Datierung im Jahre 1828 erbaut.
Das etwa 3,50 m hohe Blausteinkreuz hat einen gestuften Sockel. Auf dem Pfeilerschaft ist eine Inschrift zu lesen. Der Kreuzesfuß ist als Rundbogennische ausgebildet. Der Korpus am Kreuz besteht aus Gusseisen.
Das Bauwerk ist unter Nr. 12/003 in die Denkmalliste der Stadt Düren eingetragen.